# Eres la luz
«Eres La Luz» es el primer sencillo de El blog De La Feña 2, el segundo álbum de la cantante pop chilena Denise Rosenthal, y segundo álbum de banda sonora de la serie homónima. Fue lanzada durante abril de 2009.

## Promoción
Canal 13 se encarga de promocionar el sencillo de la cantante alentando a los fanes a que llamen a diferentes radios chilenas.
La canción cuenta con un videoclip en el que se muestra a Denise junto con su banda, y otras escenas con su novio tomados de la mano, en un columpio, etc. Denise volvió a lograr el éxito obtenido el año pasado, ya que, el video de «Eres la luz» llegó al puesto #1 de los 10 más pedidos de MTV. Nuevamente bajo la Dirección de Juan Pablo Sánchez.
Denise ha interpretado la canción en vivo en Alfombra roja, en el concierto junto a Amango y Química y en el lanzamiento oficial del disco junto a sus fanáticos.

## Recibimientos
La canción tuvo un excelente recibimiento por el público.[cita requerida]
- Datos: Q5385636